# Mitsuteru Kudo
Mitsuteru Kudo (工藤 光輝 Kudo Mitsuteru?), född 23 augusti 1991 i Hokkaido prefektur, är en japansk fotbollsspelare.
Kudo började sin karriär 2013 i Consadole Sapporo. 2015 flyttade han till SC Sagamihara. Efter SC Sagamihara spelade han för Grulla Morioka. Han avslutade karriären 2016.